# Raúl Leguías
Raúl Moisés Leguías Ávila (ur. 9 października 1981 w Colón) – nikaraguański piłkarz pochodzenia panamskiego występujący na pozycji napastnika, reprezentant Nikaragui.

## Kariera klubowa
Leguías urodził się w panamskim mieście Colón, jednak większość swojej kariery piłkarskiej spędził w Nikaragui i zdecydował się przyjąć tamtejsze obywatelstwo. W 2005 roku, jako zawodnik zespołu América Managua, dotarł do finału krajowego pucharu, po czym powrócił do Panamy, podpisując umowę z Árabe Unido. W sezonie 2008/2009 reprezentował barwy Deportivo San Pedro z drugiej ligi gwatemalskiej, natomiast w lipcu 2009 przeszedł do stołecznego nikaraguańskiego klubu Managua FC.

## Kariera reprezentacyjna
W seniorskiej reprezentacji Nikaragui Leguías zadebiutował 17 stycznia 2011 w przegranym 0:2 spotkaniu z Panamą w ramach rozgrywek Copa Centroamericana. Pierwszego gola w kadrze narodowej strzelił 26 maja tego samego roku w zremisowanym 1:1 meczu towarzyskim z Kubą. Wziął także udział w eliminacjach do Mistrzostw Świata 2014, podczas których wpisał się na listę strzelców dwukrotnie – zdobył po jednej bramce w obydwu spotkaniach z Dominiką, wygranych kolejno 2:0 i 1:0, jednak jego drużyna nie zdołała się zakwalifikować na mundial.